# Hrizokola
Hrizokola je bakrov aluminijev hidrofilosilikatni mineral s kemijsko formulo
 (Cu,Al)2H2Si2O5(OH)4 • nH2O. Mineral ima privlačno modro zeleno barvo in spada med nepomembne bakrove rude.

## Ime
Ime hrizokola je sestavljeno iz grških besed χρυσός [hrisos] - zlato in κόλλα [kolla] - lepilo, ker se je nekoč uporabljal pri spajkanju zlata. Ime je prvi uporabil Teofrast leta 315 pr. n. št.. 

## Nastanek in nahajališča
Hrizokola je sekundarni mineral, ki nastaja z oksidacijo bakrovih rudišč. Spremljajoči minerali so kremen, limonit, azurit, malahit, kuprit in drugi sekundarni bakrovi minerali.
Najpogosteje ima obliko steklaste grozdičaste ali zaobljene mase ali skorje ali polnila v žilah. Hrizokolo zaradi svetle barve včasih zamenjujejo s turkizom. Mineral je pogosto porozen iz zato neprimeren za izdelavo nakita. Zelo kakovostni primerki, ki so primerni za nakit, so lahko  prosojni in zelo cenjeni.
Pomembna nahajališča hrizokole so v Izraelu, Demokratični republiki Kongo, Čilu,  Cornwallu (Anglija) ter Arizoni, Utahu, Novi Mehiki in Pensilvaniji v ZDA.
V Sloveniji so hrizokolo našli pri Remšniku na Kozjaku. 

## Uporaba
Hrizokola se uporablja predvsem kot okrasni kamen.

## Slike
- Prodnik hrizokole
- Stalaktiti hrizokole (Ray Mine, Arizona)
- Progasta hrizokola (Bisbee, Arizona)
- Tanka prevleka hrizokole, ki je nastala v notranjosti balvana iz tirolita (San Simon, Čile);
velikost: 14,1 × 8,0 × 7,8 cm